# Catocala palaeogama
Catocala palaeogama (tên tiếng Anh: Old Wife Underwing) là một loài bướm đêm thuộc họ Erebidae. Nó được tìm thấy ở Ontario và Quebec (ở đó nó is rare), qua Maine, New Jersey, Tennessee, tới South Carolina, phía tây đến Arkansas và Oklahoma và phía bắc qua Iowa, Indiana, Illinois và Michigan.
Một số tác giản xem nó có tên đồng nghĩa là Catocala neogama.
Sải cánh dài 60–70 mm. Con trưởng thành bay từ tháng 6 đến tháng 10 tùy theo địa điểm. Có thể có một lứa một năm.
Ấu trùng ăn Carya alba, Carya glabra, Carya illinoinensis, Carya laciniosa, Carya ovalis, Carya ovata, Castanea dentata, Juglans nigra và Malus pumila.

## Hình ảnh

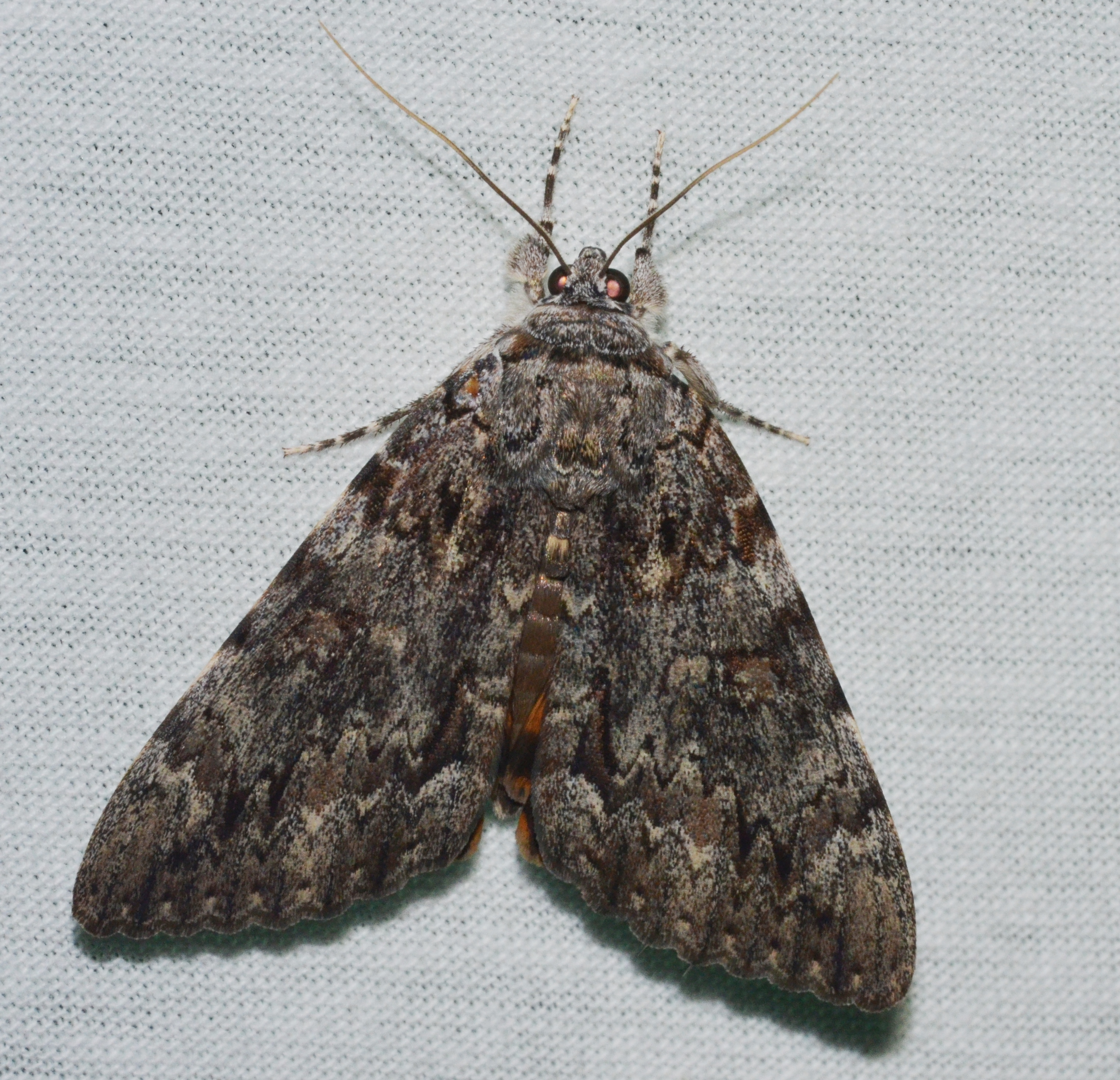